# Lepa Radić
Lepa Svetozara Radić (em sérvio:  Лепа Светозара Радић, 19 de dezembro de 1925 – 8 de fevereiro de 1943) foi uma sérvia membro dos Partisans iugoslavos durante a Segunda Guerra Mundial na Iugoslávia, que recebeu postumamente a Ordem do Herói do Povo em 20 de dezembro de 1951, por seu papel no movimento de resistência contra as potências do Eixo, tendo sido a mais jovem condecorada na época.
Ela foi executada em fevereiro de 1943, aos 17 anos, por disparar sobre tropas alemãs durante a Segunda Guerra Mundial. Enquanto seus captores amarravam o laço da forca em volta do seu pescoço, ofereceram-lhe a comutação da pena se ela revelasse as identidades de seus camaradas e líderes. Radić respondeu que não era uma traidora e que eles se revelariam quando vingassem a sua morte.

## Começo da vida
Radić nasceu em 19 de dezembro de 1925 na aldeia de Gašnica, perto de Bosanska Gradiška. Depois de se formar na escola primária na vizinha Bistrica, frequentou o primeiro ano da Escola de Artesanato Feminina em Bosanska Krupa e completou as demais séries na escola de Bosanska Gradiška.
Como aluna, Lepa enfatizava o trabalho duro, a seriedade e também tinha interesse em literatura avançada. Ela desenvolveu suas posições sob a forte influência de seu tio Vladeta Radić, que estava envolvido no movimento trabalhista.
Ela começou sua atuação como membro da Liga da Juventude Comunista da Jugoslávia (SKOJ) e depois se juntou ao Partido Comunista da Iugoslávia em 1941, aos 15 anos de idade.[carece de fontes?]

## Segunda Guerra Mundial
Em 10 de abril de 1941, após a bem-sucedida invasão da Iugoslávia, as potências do Eixo estabeleceram em seu antigo território um estado fantoche, o Estado Independente da Croácia, que, em particular, consistia em Bosanska Gradiška e seus arredores.[carece de fontes?]
Em novembro de 1941, Lepa Radić e outros membros da família foram presos pelo Ustaše, mas com a ajuda de membros da resistência disfarçados, ela, junto com sua irmã Dara, conseguiu escapar da prisão em 23 de dezembro de 1941. Logo depois dessa fuga, Radić decidiu servir como soldado na 7.ª companhia da resistência, do 2.º Destacamento de Krajiški.
Em fevereiro de 1943, Radić foi responsável pelo transporte dos feridos na batalha de Neretva para um abrigo em Grmech. Durante a luta contra a 7.ª Divisão de Montanha Voluntária da SS foi capturada e transferida para Bosanska Krupa. Depois de ser torturada por vários dias, numa tentativa de lhe extrair informações, foi condenada à morte por enforcamento.[carece de fontes?]
Com o laço no pescoço, ela gritou: "Viva o Partido Comunista e a resistência! Lutem pela vossa liberdade! Não se rendam aos malfeitores! Eu serei morta, mas há aqueles que me vingarão!" Em seus últimos momentos no cadafalso, os alemães se ofereceram para poupar sua vida, em troca dos nomes dos líderes e dos membros do Partido Comunista no abrigo, mas ela recusou a oferta com as palavras: "Eu não sou uma traidora do meu povo. Aqueles por quem perguntam se revelarão quando tiverem eliminado todos os malfeitores, até ao último homem." Lepa Radić tinha apenas 17 anos quando foi executada publicamente.

## Galeria

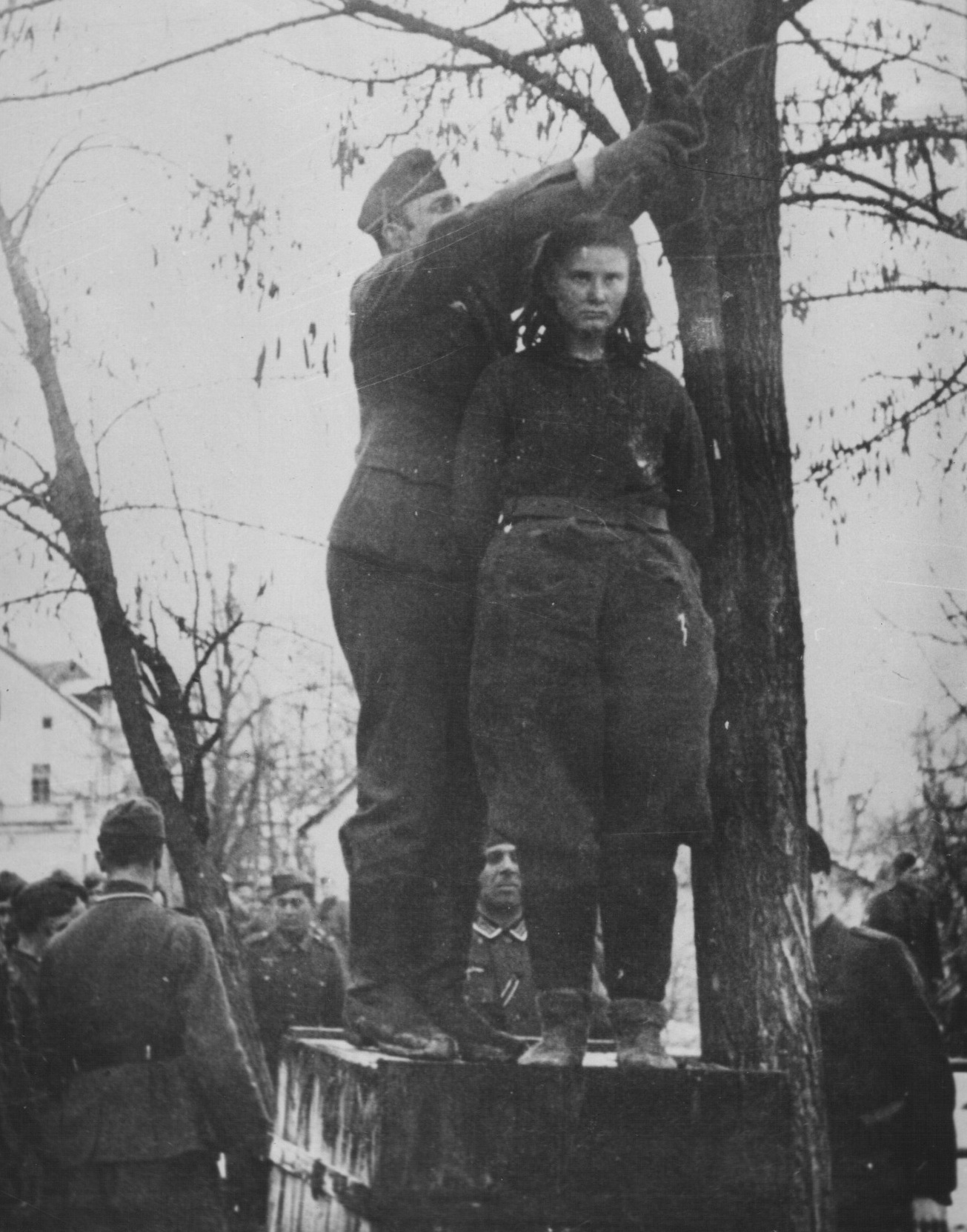
Enforcamento de Lepa Radić, fevereiro de 1943
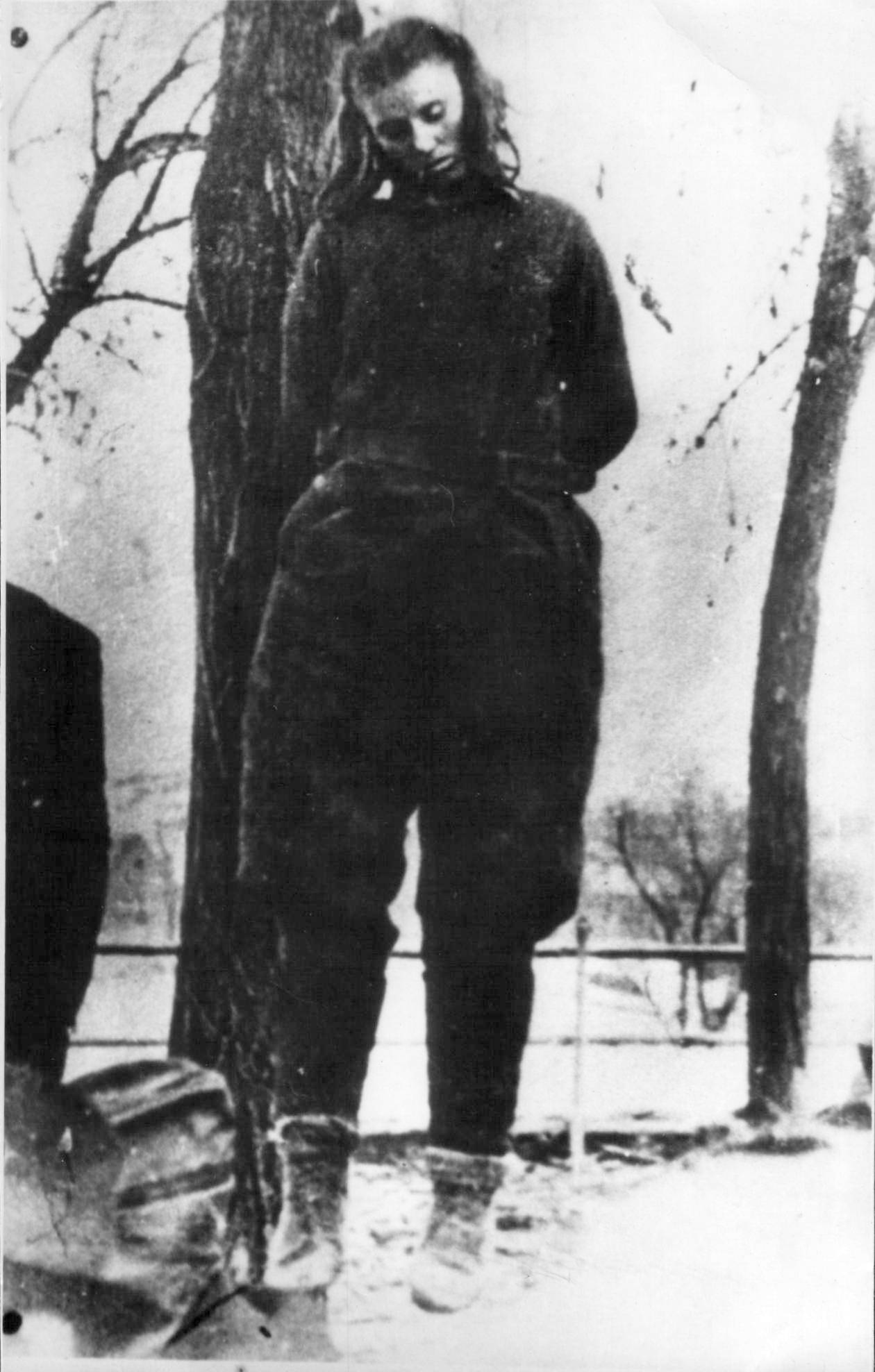
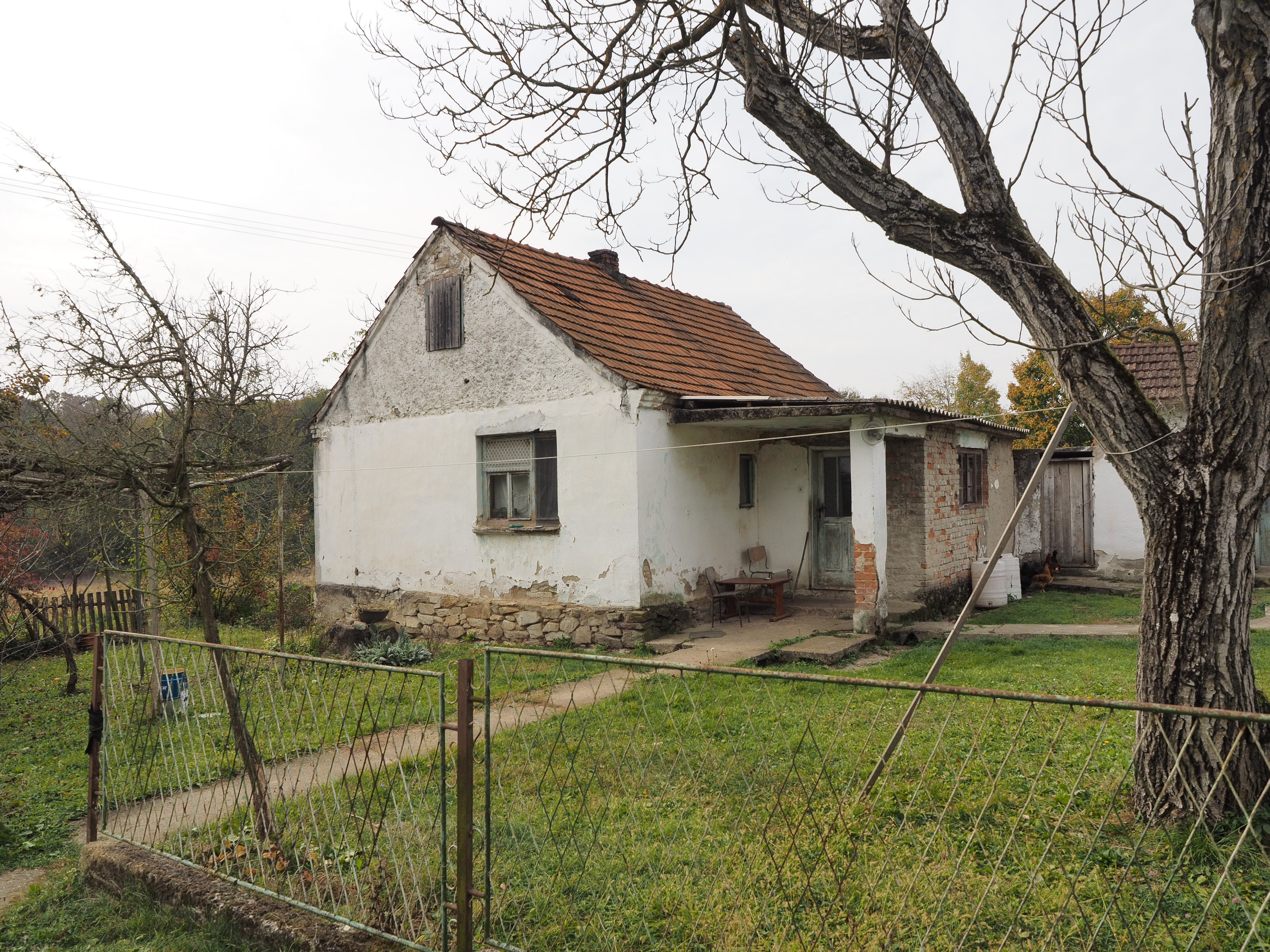
Local de nascimento em Gašnica, a casa original foi destruída na guerra
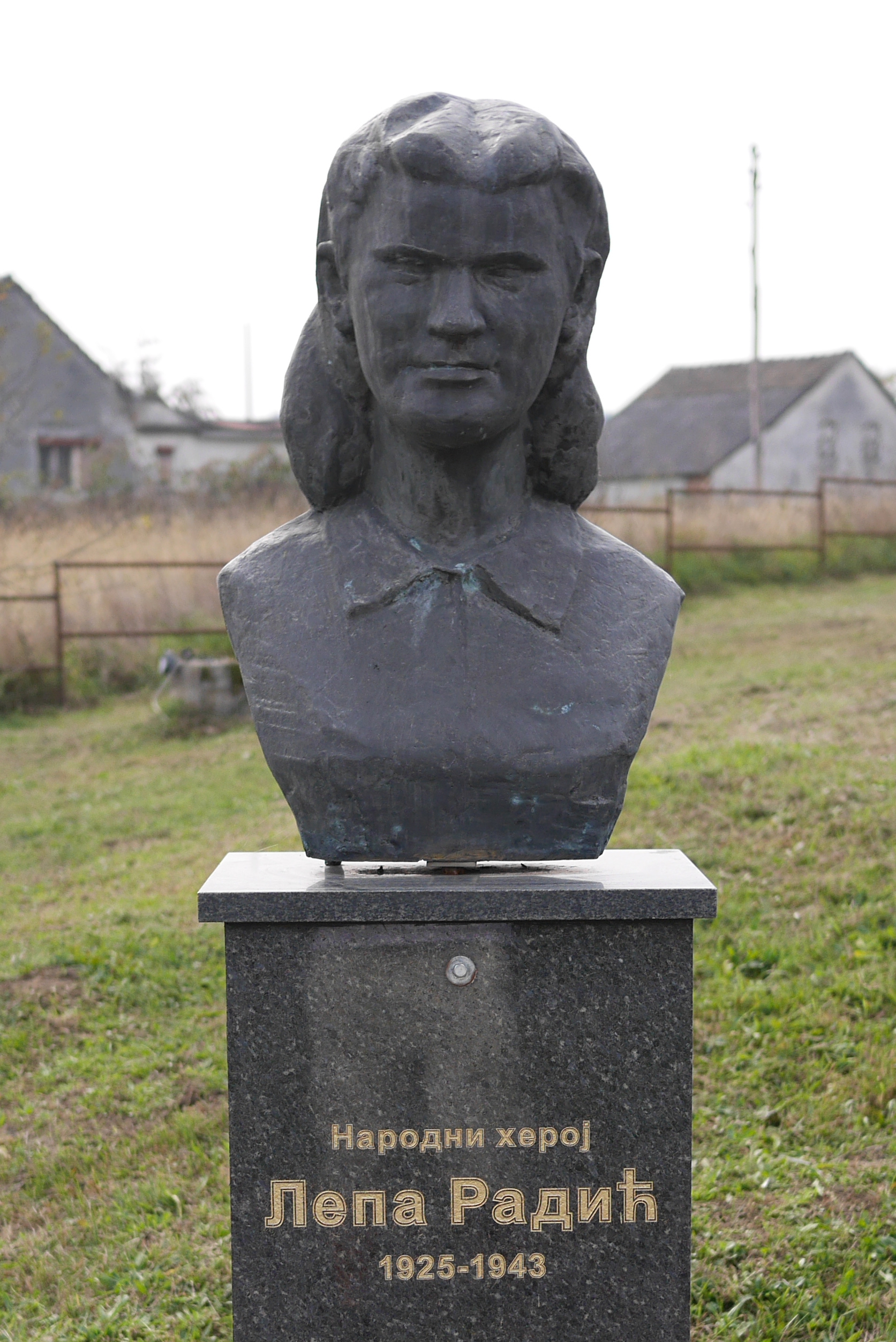
Busto de Lepa Radić no parque de Bistrica